# Пједимонте Сан Ђермано Алта (Фрозиноне)
Пједимонте Сан Ђермано Алта је насеље у Италији у округу Фрозиноне, региону Лацио.
Према процени из 2011. у насељу је живело 1709 становника. Насеље се налази на надморској висини од 199 м.